# Sumboe Buga
Sumboe Buga is een bestuurslaag in het regentschap Pidie van de provincie Atjeh, Indonesië. Sumboe Buga telt 293 inwoners (volkstelling 2010).